# Johann Christoph Weigel (Ratsherr)
Johann Christoph Weigel (* 1704 in Lübeck; † 3. Dezember 1777 ebenda) war ein deutscher Kaufmann und Ratsherr der Hansestadt Lübeck.

## Leben
Weigel entstammte „bescheidenen Verhältnissen“. Nach einer kaufmännischen Lehre in Lübeck reiste er nach Kopenhagen und fand dort eine Anstellung als Buchhalter bei dem dänischen Konsul in Bordeaux, die er jedoch nicht antrat. Er reiste vielmehr über Paris nach Amsterdam und fand dort eine Anstellung in einem Handelshaus in Genua, wo er bis 1740 blieb. Die Rückreise führte ihn über Venedig, München und Nürnberg. In seiner Heimatstadt machte er sich als Kaufmann selbstständig und heiratete eine Stieftochter seines früheren Lehrherrn. Er schloss sich den Lübecker Schonenfahrern an und wurde 1766 als deren Ältermann zum Lübecker Ratsherrn erwählt.
Im Rat war Weigel 1774 für die Gestaltung der von Johann Adam Soherr neuerbauten Puppenbrücke mit acht Statuen – vier männliche und vier weibliche – und vier Vasen zuständig. Auf seinen Vorschlag erhielt der Bildhauer Dietrich Jürgen Boy den Auftrag, die Figuren und Vasen in Sandstein auszuführen.

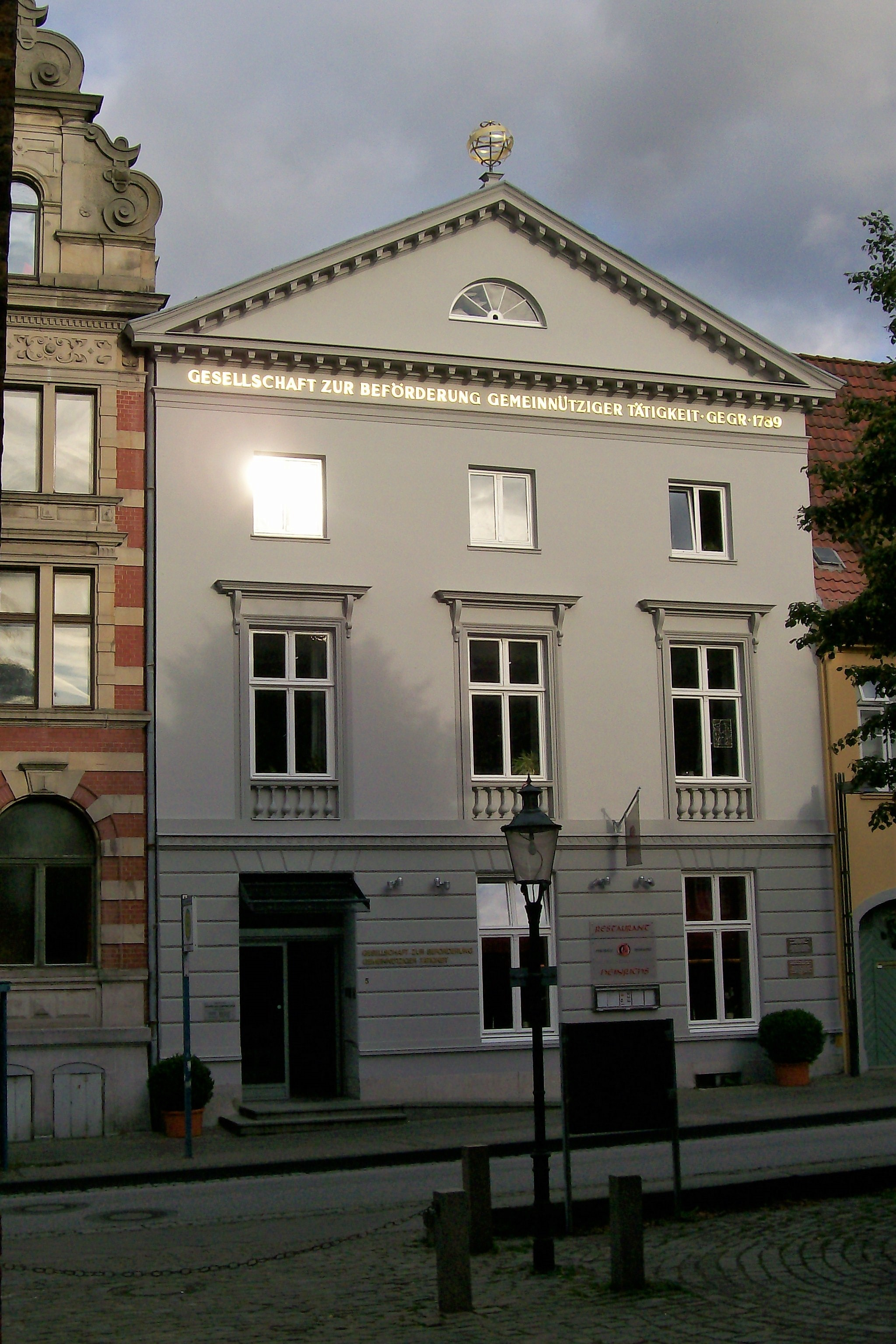
Weigels Wohnhaus in der Lübecker Köingstraße

Weigel bewohnte ab 1748 das Haus Königstraße 5 in Lübeck, welches noch heute über Deckenmalereien verfügt, die in seiner Zeit als Hauseigentümer geschaffen wurden. Weigel beauftragte den dänischen Architekten Christian Frederik Hansen mit der grundlegenden Umgestaltung seines Wohnhauses. Das Haus dient heute als Gesellschaftshaus der Gesellschaft zur Beförderung gemeinnütziger Tätigkeit in Lübeck. Seine Tochter heiratete den späteren Lübecker Bürgermeister Christian von Brömbsen, eines der letzten Mitglieder der patrizischen Zirkelgesellschaft in Lübeck.